# Tathiodon
Tathiodon — вимерлий рід пізньюрських (кіммеридж — титон) ссавців із формації Моррісон. Присутній у стратиграфічній зоні 5.